# Bactéria púrpura

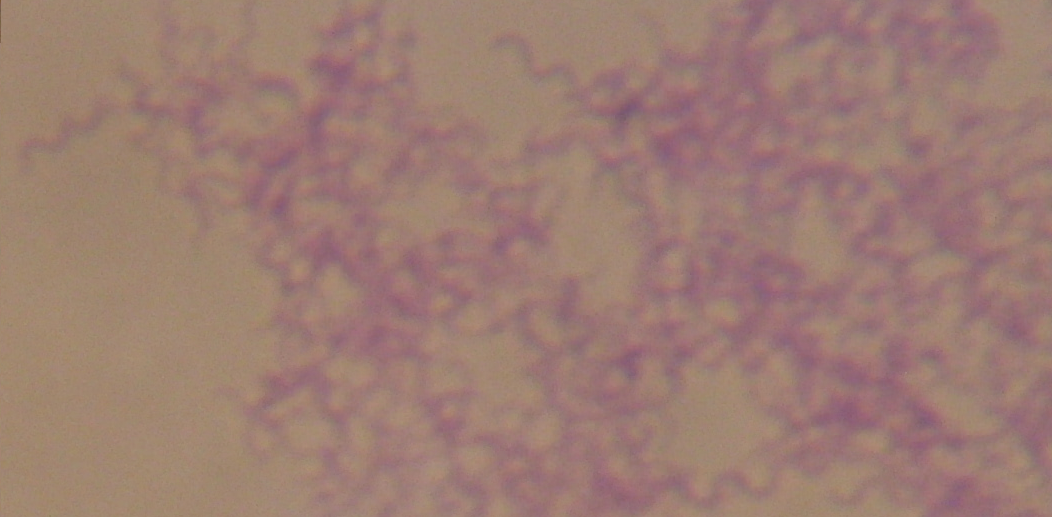
Bactéria purpura sem enxofre Rhodospirillum

Bactérias purpuras ou bactérias fotossintéticas roxas são proteobactérias fototróficas, isto é, capazes de produzir seus próprios alimentos via fotossíntese.  Elas são pigmentados com bacterioclorofila a ou b, juntamente com vários carotenóides, que dão cores que variam entre purpura, vermelho, marrom e laranja. Elas podem ser divididos em dois grupos - bactérias purpuras sulfurosas (Chromatiales, em parte) e bactérias purpura não sulfurosas (Rhodospirillaceae).